# Милорад Арсенијевић
Милорад Арсенијевић (Смедерево, 6. јун 1906 — Београд, 18. март 1987) је био југословенски фудбалер и фудбалски тренер.
Иако је рођен у Смедереву, одрастао је у Шапцу у који се преселио са породицом због службе његовог оца, књиговође. Фудбал је почео да игра у подмлатку шабачке Мачве и веома брзо је постао првотимац. Након матуре, отишао је у Београд на студије. Један навијач БСК-а из Шапца препоручио га је овом клубу заједно са Миканчетом Јовановићем - Србиновцем. Два Мађара, Лаки и Вечер, који су тада играли за БСК и истовремено били тренери, изабрали су само Арсенијевића иако је Јовановић важио за бољег играча.
Одмах је ушао у први тим. Одиграо је две-три утакмице на позицији десне полутке па је враћен на позицију халфа, на којој је играо све до краја каријере. У својој првој међународној утакмици у дресу БСК-а против Слована из Братиславе, чувао је чувеног Екла. Сутрадан је Политика донела његову слику и текст под насловом: „Млади Арсенијевић је право фудбалско откровење“.
Од 1927. до 1936. године одиграо је 52. утакмица за репрезентацију Југославије, са којом је учествовао на Деветим Олимпијским играма у Амстердаму, 1928. године. Учествовао је и на Светском првенству 1930. у Монтевидеу. Дебитовао је 10. априла 1927. у пријатељској утакмици против Мађарске (0-3) у Будимпешти, а последњу утакмицу у дресу националног тима одиграо је 13. децембра 1936. против Француске (0-1) у Паризу.
Селектор репрезентације је био у три наврата од 1946. до 1954, што самостално, што као члан селекторске комисије. Прво је био члан селекторске комисије са Александром Тирнанићем, па је затим три године самостално водио репрезентацију. Након тога је поново био члан селекторске комисије са Леом Лемешићем и поново са Александром Тирнанићем. У том периоду репрезентација је учествовала два пута на Олимпијским играма 1948. и 1952. На оба та такмичења репрезентација је освојила сребрну медаљу. Под његовим водством репрезентација је учествовала и на Светском првенству 1950. у Бразилу.
Дуго година је аматерски тренирао нижеразредни Железничар Београд. Био је дугогодишњи професор Електромашинског а потом и Саобраћајног факултета. У том периоду написао је две књиге и више научних радова.